# オースチン・8
オースチン・8(Austin 8：オースチン エイト)は小型乗用車。1939年に発表され第二次世界大戦中まで(少なくとも1942年まで)生産された。戦時中の「オースチン 8」の多くは軍部および政府向けの2座ツアラーであるが一部サルーンも生産された。戦後は1945年から1947年まで生産されている。
1930年代後半までにオースチンのビッグセラーである「オースチン 7」も販売が落ち込み、1938年には「900 ccビッグ7」が追加されたが落ち込んだ需要を生めることはできなかった。エンジンは大きくなっていたがサスペンションとハンドリングは1920年代当初と変わらなかった。スタイルと設計が見直されたのは1937年頃、「ケンブリッジ 10」ともよばれた「オースチン・10hp」からで、これは流線型スタイルとなったが、レナード・ロード(Leonard Lord)がきたことによる激震であり、8馬力の自動車開発に発破がかけられたからであった。
新型車は1939年2月にディーラーにお目見えし、900 cc、4気筒、サイドバルブエンジンでは「ビッグ7」から流用されたものだったが、圧縮比は6.5:1に高められた。シャーシは新開発されている。ユニタリー・コンストラクション(モノコックの一種)としては道半ばだったが、メインメンバーは圧延された鋳鉄製のフロアパンにボックス・セクションが両サイドにさらに3つがフロアを横断するように溶接されたものだった。この構造物にボディはボルト締めされた。サスペンションは半楕円リーフスプリングで油圧ダンパーがついた。
2ドアまたは4ドアのサルーンボディ、2座、4座ツアラーがあり、戦前に約2万台が生産された。1945年の生産再開時には4ドアサルーンのみだった。